# Jablovec
Jablovec este o localitate din comuna Podlehnik, Slovenia, cu o populație de 98 de locuitori.